# Lycinus frayjorge
Lycinus frayjorge is een spinnensoort in de taxonomische indeling van de bruine klapdeurspinnen (Nemesiidae).
Lycinus frayjorge werd in 1995 beschreven door Goloboff.